# Luxury Uptake
Luxury Uptake (engl. luxury ,luxuriös‘ und uptake ,Aufschlag‘) bedeutet so viel wie luxuriöser Zuschlag und ist ein Fachvokabular aus der Abwassertechnik.

## Beschreibung
Ähnlich dem Jo-Jo-Effekt bei einer Diät, der eine Gewichtszunahme in meist höherem Maße als die vorherige Abnahme beschreibt, bezeichnet der 'Luxury Uptake' die Fähigkeit von Mikroorganismen in einem Belebungsbecken mehr Phosphat aufzunehmen als unter Normalbedingungen. Die erhöhte Phosphatelimination aus dem Abwasser resultiert aus den wechselnden anaeroben und aeroben Zonen in einem Belebungsbecken. Die Mikroorganismen geraten unter Stress, d. h., um in dem anaeroben Bereich überleben zu können, geben sie Phosphate aus dem Organismus frei, wodurch Energie entsteht. Nimmt anschließend der Sauerstoffgehalt wieder zu, lagern sie zusätzlich zu den zuvor freigelegten Phosphaten einen 'Luxury Uptake' wieder ein.
Der Gesamtphosphorgehalt der Mikroorganismen kann dabei bis zu 5 % der Trockenmasse erreichen.

## Nutzen
Diesen Effekt macht man sich beispielsweise bei der biologischen Phosphatelimination zunutze, um möglichst viel Phosphat aus einem Abwasser herauszuholen oder zurückzuhalten.